# Sete de Junho Esporte Clube
O Sete de Junho Esporte Clube é um clube de futebol brasileiro da cidade de Tobias Barreto, no estado de Sergipe. Fundado em 1983, o Sete de Junho Esporte Clube foi a concretização do sonho de toda uma cidade. Com muita dedicação, o clube foi o primeiro campeão sergipano amador da região centro sul do estado, em 1984, ao qual estava filiado como o único clube amador na Federação Sergipana de Futebol, através da Liga Tobiense de Desportos. Na época, ao conquistar o bi-campeonato amador, foi destaque na mídia estadual e regional, quando disputou diversos amistosos com times profissionais, entre eles, o Atlético de Alagoinhas, o Catuense, a Associação Itabaiana, o Sergipe e tantos outros. Suas cores são o vermelho e o branco.

## Rivalidade
O principal rival do Sete de Junho é o Amadense Esporte Clube, time da mesma cidade.

## Torcida
O Sete de Junho tem também a sua torcida organizada, chamada pelo nome de Torcida Organizada Império Vermelho, que em 2011 era chamada de Torcida Jovem Galoucura.

## Desempenho em Competições

### Campeonato Sergipano - 1ª Divisão
| Ano  | Posição        |
| 2009 | 3º             |
| 2010 | 9º (Rebaixado) |
| 2012 | 9º (Rebaixado) |

### Campeonato Sergipano - 2ª Divisão
| Ano  | Posição         |
| 2008 | Campeão         |
| 2011 | Campeão         |
| 2015 | 4º              |
| 2017 | 6               |
| 2018 | 4º              |
| 2020 | 16º             |
| 2021 | 10º             |
| 2022 | 11º             |
| 2024 | 18º (Rebaixado) |

### Torneio Início
| Ano  | Posição      |
| 2012 | Vice-campeão |

## Títulos
| Estaduais | Estaduais                       | Estaduais | Estaduais   |
|           | Competição                      | Títulos   | Temporadas  |
| --------- | ------------------------------- | --------- | ----------- |
|           | Campeonato Sergipano - Série A2 | 2         | 2008 e 2011 |

## Estádio
O Sete de Junho manda seus jogos em Tobias Barreto no estádio do Brejeirão com capacidade para 4.000 mil pessoas.

## Clássicos e rivalidades

### Amadense vs Sete de Junho
O Derby de Tobias é uma rivalidade existente entre os times do Amadense Esporte Clube e o Sete de Junho Esporte Clube que tem como sede a cidade de Tobias Barreto. Tem seu nome devido ao fato de ser os dois únicos clubes profissionais da cidade.
O Sete de Junho já enfrentou o Amadense em 4 oportunidades em competições oficiais, foram 2 vitória 1 derrota e 1 empate. Marcou 7 gols e levou 3 gol. 
Após 10 anos os clubes voltaram a se enfrentar no Campeonato Sergipano de Futebol de 2021 - Série A2, ambas equipes não acenderem a divisão Série A1 de 2022.
Última atualização: Amadense 1–5 Sete de Junho, 28 de outubro de 2021.
| Rival    | J | V | E | D | GP | GC |
| -------- | - | - | - | - | -- | -- |
| Amadense | 4 | 2 | 1 | 1 | 7  | 3  |